# Лео Корбетт
Лео Корбетт (англ. Leo Corbett) — персонаж медиафраншизы «Могучие рейнджеры», роль которого исполнил американский актёр Дэнни Славин. В сезоне «Могучие рейнджеры: Потерянная галактика» 1999 года он является красным рейнджером, занимающим лидирующее место в команде. 
Лео — уроженец города Энджел Гроув, который незаконно пробирается на Терра Венча, космическую станцию, отправившейся на поиски новых планет для последующей колонизации людьми. Во время высадки на Луне, он становится свидетелем нападения на представительницу внеземной цивилизации по имени Майя со стороны антропоморфных жуков жалокрылов. Вместе со своим старшим братом Майком и кадетом Кэндрикс Морган он падает на Миринойю, родную планету Майи. Во время последующей конфронтации с жалокрылами во главе с Фурио, Лео оказывается одним из пяти избранных (наряду с Кэндрикс, Каем, Майей и Дэймоном Хэндерсоном), кому удаётся обрести силу Квазар-сабель. позволяющей превратиться в могучих воинов Галактических Рейнджеров. Потеряв своего брата Майка, Лео принимает лидерство над отрядом и клянётся защищать экипаж Терра Венча во время многочисленных космических странствий.
Славин вернулся к роли Корбетта в эпизодах «Месть Тракины, часть 1 и 2» сезона «Могучие Рейнджеры: Успеть на помощь» (2000), эпизоде «Вечно Красные» сезона «Могучие Рейнджеры: Дикий мир» 2002 года и «Легендарная Битва» «Могучие Рейнджеры: Супер Мегафорс» (2014). Также персонаж фигурировал в комиксах и видеоиграх, основанных на медиафраншизе. 

## Создание образа

### Адаптация
Несмотря на то, что «Потерянная галактика» являлась американской адаптацией 22 сезона японского сериала «Super Sentai» «Gingaman», действие 7 сезона «Могучих рейнджеров» разворачивалось в космосе на волне успеха 6 сезона «Могучие рейнджеры: В космосе» 1998 года. Переосмыслению также подверглись члены команды: так, например, японский аналог Лео Корбетта по имени Рёма владел элементом огня и передвигался на гоночной лошади. 

### Кастинг и исполнение
Роль Красного Галактического Рейнджера Лео Корбетта исполнил американский актёр Дэнни Славин. Он вернулся в следующем сезоне сериала, «Могучие Рейнджеры: Успеть на помощь», в эпизодах-кроссоверах с командой Спасательных Рейнджеров под названием «Месть Тракины, часть 1 и 2», однако, из-за разногласий с компанией Saban Entertainment относительно гонорара, не завершил съёмки. В результате в части сцен его дублировал Кристофер Гленн. По этой же причине Славин изначально отказался сниматься в эпизоде-кроссовере «Вечно красные» сезона «Могучие Рейнджеры: Дикий мир» 2002 года, отчего Красный Галактический Рейнджер фигурировал на экране исключительно в снаряжении и отсутствовал в сценах с другими рейнджерами в человеческом обличии. Тем не менее, актёр согласился принять участие в съёмках в качестве услуги одному из продюсеров сериала. В результате Славин был интегрирован в отснятые сцены с помощью компьютерной графики во время пост-продакшена эпизода. В 2014 году Славин вернулся к роли Лео в эпизоде «Легендарная Битва» сезона «Могучие Рейнджеры: Супер Мегафорс».

## Биография

### Ранняя жизнь
Лео родился в городе Энджел Гроув, где провёл юность вместе со своим старшим братом Майком и родителями. Молодой человек вёл беззаботную жизнь и занимался спортом и часто размышлял о том, что находится за пределами Земли в бескрайнем космосе. Годы спустя, он стал свидетелем вторжения армии Астронемы на его родную планету. Тогда же он с восхищением наблюдал за противостоянием Космических Рейнджеров — Зейна, Карлоса, Кэсси, Эшли и ТиДжея — с Федерацией Зла. 
Во время строительства космической станции Терра Венча, Лео метал присоединиться попасть на её борт и отправиться на поиски нового мира. 

### Космическая экспедиция Терра Венча
Оказавшись безбилетником на борту Терра Венча, Лео решил последовать за своим старшим братом Майком на поиски внеземной жизни. Воспротивившись воле брата, он последовал за ним, Майей и Кэндрикс через портал на Миринойю, дабы спасти родной дом Майи. Некоторое время спустя, он был свидетелем случайного извлечения Квазар-сабель из камня, что, согласно легенде, могли осуществить только пятеро избранных людей. Изначально красную Квазар-саблю извлёк Майк, однако он передал её Лео, прежде чем упасть в пропасть во время развернувшегося сражения с Фурио жалокрылами. Приобретённое оружие позволило Лео превратиться в Красного Галактического Рейнджера.
На протяжении первой половины сезона Лео отважно руководил командой Галактических Рейнджеров в сражениях с армией Скорпиуса, которого впоследствии одолел в одиночку. Он подружился с Деймоном, Майей, Кэндрикс и Каем, которые раскрывали сильные стороны друг друга и помогали преодолеть неуверенность в себе. Кэндрикс поднимала моральный дух и оказывала поддержку Лео во время отсутствия Майка, и тот старался делать то же самое для неё. Майя научила Лео общаться с его Галактическим зверем львом, полагаясь на сердце, чтобы понять его чувства. Урок оказался полезным, когда он столкнулся с Богомолом в гонке, чтобы спасти Кэндрикс и Майю, которые были превращены монстром в трофеи. Первоначально Кай и Лео разделяли неприязнь друг к другу из-за того, что последний нелегально проник на борт Терра Венча, а также показал себя беспечным и безответственным человеком, однако, в конечном итоге, им удалось найти общий язык. С другой стороны, Лео быстро поладил с Деймоном, поскольку оба молодых человека были приятными в общении людьми.
В финальной схватке с Фурио Лео едва не погиб, когда генерал Скорпиуса совершил самоубийство в пещере, где, по преданиям, находились Огни Ориона. Лео был спасён таинственным Магна-защитником, который, как оказалось, также желал найти Огни Ориона и отомстить Скорпиусу за смерть его сына. Лео считал, что в воине по-прежнему осталось что-то хорошее, несмотря на сомнительную мораль Защитника в сражениях. В дальнейшем выяснилось, что Магна-защитник находился в теле якобы погибшего брата Лео, Майка. Ранее Магна-защитник был заточён на дне пропасти, в которую упал Майк и использовал свои жизненные силы, чтобы перенести своё сознание в его тело. После того, как Защитник осознал неправильность своего пути, благодаря духу погибшего сына Зики, он пожертвовал собой, чтобы спасти Терра Венча. Перед этим он освободил Майка, благодаря чему братья воссоединились. Тем не менее, Лео начал сомневаться в том, что он достоин владеть Квазар-саблей, поскольку законным владельцем был Майк. Когда Лео столкнулся с несколькими монстрами после того, как оставил Квазар-саблю позади, Майк помог своему брату, бросив ему оружие, чтобы тот мог победить в сражении. Майк объяснил, что всегда верил в Лео, которому было предначертано судьбой стать Красным Галактическим Рейнджером. Позже этот конфликт был исчерпан, когда дух Магна-защитника наделил Майка своей силой и тот стал вторым Магна-защитником.
В скором времени Тракина, дочь Скорпиуса, объявила личную вендетту Красному Рейнджеры, который убил её отца. Она приобрела дата-карты, в которых были заключены Психо-Рейнджеры и поручила им избавиться от Галактических Рейнджеров. Психо Красный последовал за Лео и только благодаря вмешательству Андроса Лео был единственным, кто избежал захвата. В конечном итоге Галактические Рейнджеры объединились с Космическими Рейнджерами и победили Психо-Рейнджеров. Тем не менее, из-за выжившей Психо Розовой погибла Кэндрикс, которая пожертвовала своей жизнью, чтобы уничтожить Меч Жестокости и спасти Кэсси. Лео был глубоко опечален этим поворотом событий, но когда силы Розового Рейнджера перешли Карон, он и другие Галактические Рейнджеры приняли её в команду и подружились с ней, несмотря на прошлое девушки в качестве злодейки Астронемы. 
На протяжении всего сезона Лео использовал такое оружие, как: красный транс-кинжал, квазар-пушка, галактический зверь лев, красный астро цикл, боевую броню, Огни Ориона и красный капсула цикл.
Во время финального противостояния с Тракиной в её чудовищной форме насекомого, Лео пожертвовал своей боевой бронёй, взорвав её вместе со злодейкой и едва не погибнув в процессе. Затем он и другие Галактические Рейнджеры пережили аварийную посадку разрушенного центрального купола Терра Венча, который был остановлен от окончательного разрушения благодаря Галактическому Мегазорду. Вновь оказавшись на Миринойе, пятеро рейнджеров вернули Квазар-сабли в камень. Это привело к возвращению жизни не только коренных жителей планеты, но и Кэндрикс.

### Возвращение Тракины
Когда монстр Трискалл и его приспешники вторглись на Миринойю, Лео вытащил Квазар-саблю из камня и вновь стал Красным Галактическим Рейнджером, после чего последовал за названными гостями на Землю. Оказавшись на своей родной планете, он и Галактические Рейнджеры помогли Спасательным Рейнджерам в сражении с Трискаллом и пережившей последнюю битву Тракиной. Он сражался бок о бок с Картером Грейсоном, его преемником на посту Красного Рейнджера. После окончательного уничтожения Тракины, Лео вернулся на Миринойю. 

### Сбор Красных Рейнджеров
В какой-то момент Лео был вызван Андросом для путешествия на Луну с девятью другими Красными Рейнджерами, чтобы уничтожить последние остатки Империи Машин и Серпентеру. Он прибыл на спутник вместе с Орико, спасая Коула Эванса от Венджикса, и помогал ТиДжею во время битвы против генералов Империи Машин. После битвы он вновь вернулся на Миринойю.

### Битва с Армадой
Лео помогал жителям округа Харвуд, прежде чем воссоединиться со своими товарищами Галактическими Рейнджерами в глобальном сражении с Армадой. Он был одним из рейнджеров, которые приветствовали Мега Рейнджеров. После сражения он отправился обратно на Миринойю. 

## Другие появления

### Видеоигры
- Эрик Артелл озвучил Лео Корбетта в игре Power Rangers: Super Legends 2007 года[31].
- Лео Корбетт появляется в игре Power Rangers Super Megaforce 2014 года, где его озвучил Марк Аллен-младший[32].

### Игрушки
- В 1998 году Bandai выпустила коллекцию фигурок всех Галактических рейнджеров, включая Красного Галактического Рейнджера.
- В рамках 8 линейки Power Rangers Lightning Collection Hasbro выпустили фигурку Красного Галактического Рейнджера[33]. Также компания выпустила эксклюзивный набор, в который вошли Красный Галактический Рейнджер и Красный Психо-рейнджер[34].

## Критика
Лео Корбетт занял 4-е место среди «10 лучших красных рейнджеров в сериалах», 10-место в топе «5 сильнейших (и 5 слабейших) красных рейнджеров» и 2-е место в списке «20 рейнджеров, на которых вы бы запали» по версии Comic Book Resources. Шеймус Келли из Den of Geek поместил Корбетта на 11-е место в рейтинге от «худшего красного рейнджера к лучшему». В списке «10 самых сильных (и 10 смехотворно слабых) красных рейнджеров» Лео Корбетт занял 17-место по версии Screen Rant. По версии сайта WatchMojo.com Лео Корбетт занял 10-е место среди «10 лучших красных могучих рейнджеров» с комментарием: «Лео может быть упрямым и вспыльчивым, что хорошо сочетается с его огненным элементом. Несмотря на это, у него есть храброе сердце, а также потенциал, который он раскрывает рядом со своими товарищами рейнджерами. Он испытывает некоторые сомнения относительно того, достоин ли он своей силы, однако он доказывает это десятки раз, например когда хитростью в одиночку уничтожает Тракину и спасает целую космическую станцию, чем определённо завоёвывает место в списке». Также персонаж нередко становился объектом косплея.